# 로베르타 헤인즈

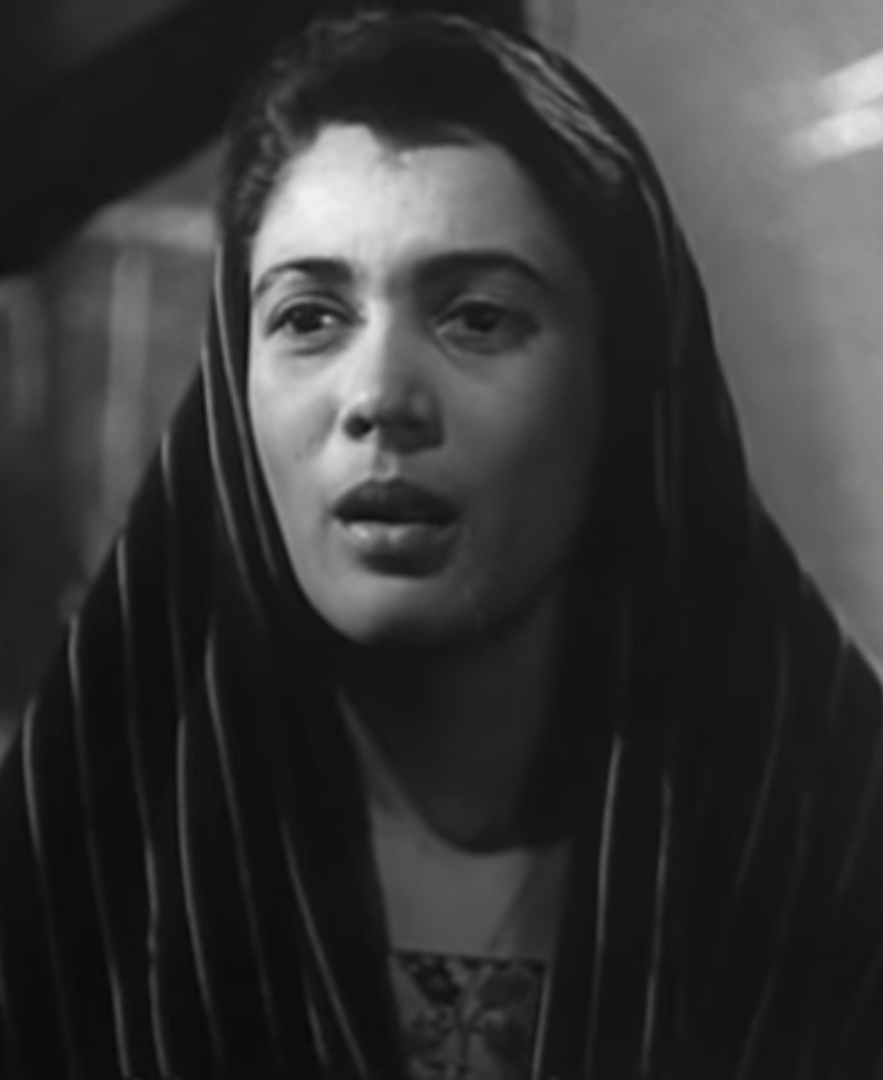

로베르타 헤인즈(Roberta Haynes, 1927년 8월 19일 ~ 2019년 4월 4일)는 미국의 배우, 텔레비전 배우, 영화배우이다.
위치토폴스에서 태어났다.

## 영화
- 더 어드벤처스 (1970년)
- 포인트 블랭크 (1967년) - 미세스 카터 역
- 한없는 추적 (1953년)
- 위 워 스트레인저스 (1949년)